# Gyarados
Gyarados (japanski: ギャラドス Gyaradosu) jedan je od 1025 fiktivnih vrsta Pokémona iz medijske franšize Pokémon, skupa Pokémon videoigara, animiranih serija, manga stripova, knjiga, igraćih karata i drugih medija kojima je tvorac Satoshi Tajiri. Svrha je Gyaradosa u videoigrama, animiranoj seriji i manga stripovima, kao i svrha ostalih Pokémona, borba s divljim Pokémonima – neukroćenim stvorenjima koje igrači i likovi pronalaze dok kreću na razne avanture – i pripitomljenim Pokémonima drugih Pokémon trenera.

## Etimologijaimena
Gyaradosovo ime vjerojatno je kombinacija japanskih riječi 虐殺 "gyakusatsu" = masakr, klanje, i 逆境 "gyakkyō" = nevolja, nesreća. Obje riječi povezane su s Gyaradosovom nasilnom naravi i nesreću koju je doživio prije no što se razvio. Ideogram 逆 gyaku također može značiti "obrnut, suprotan", što se odnosi na Gyaradosovu evoluciju iz slabašnog Magikarpa u iznimno jakog Pokemona. na to Španjolska riječ "dos" = dva, mogla bi igrati ulogu u njegovu imenu, govoreći kako je Gyarados drugi u svome evolucijskom lancu. Isto tako, možda dolazi i od japanske riječi ドス "dosu", što predstavlja zvuk pri grizenju ili ubodu. I ova riječ prikladna je Gyaradosovoj nasilnoj naravi i njegovim oštrim očnjacima. 
U beta verziji igre, njegovo je ime glasilo Skullkraken (što nagoviješta na mitološko biće Krakena, koji je uništavao mornarske brodove na sličan način na koji to čini Gyarados).

## Pokédex podaci
- Pokémon Red/Blue: Rijetko viđen u divljini. Ogroman i opak, sposoban je u slijepom bijesu razoriti čitave gradove.
- Pokémon Yellow: Brutalno opak i nevjerojatno razarajuć. Poznat je po uništavanju gradova tijekom drevnih vremena.
- Pokémon Gold: Kažu da su se Gyaradosi tijekom prethodnih ratova masovno pojavljivali i ostavljali zapaljene ruševine za sobom.
- Pokémon Silver: Kada se jednom pojavi, zaslijepljen je bijesom. Ostaje bijesan dok ne uništi sve oko sebe.
- Pokémon Crystal: Pojavljuje se svugdje u svijetu gdje je došlo do sukoba, spaljujući svako mjesto kojim prođe.
- Pokémon Ruby: Jednom kada se Magikarp razvije u Gyaradosa, njegove moždane stanice podvrgnute se strukturnoj transformaciji. Smatra se kako je ova transformacija kriva za divlju i nasilnu narav ovog Pokémona.
- Pokémon Sapphire: Jednom kada Gyarados pobijesni, njegova nasilna krv ne smiruje se dok ne uništi sve oko sebe. Postoje zapisi o uništavanjima ovog Pokémona koji su znali potrajati i mjesec dana.
- Pokémon Emerald: Nevjerojatno okrutan i nasilan Pokémon. Kada se ljudi sukobe, pojavit će se i spaliti sve do temelja nevjerojatno vrućim plamenom.
- Pokémon FireRed: Posjeduje nevjerojatno agresivnu narav. Hiper zraka koju ispaljuje iz svojih usta spaljuje sve pred sobom.
- Pokémon LeafGreen: Rijetko viđen u divljini. Ogroman i opak, sposoban je u slijepom bijesu razoriti čitave gradove.
- Pokémon Diamond: Jednom kada se pojavi, njegov se bijes ne smiruje dok sa zemljom ne sravni sva polja i planine oko njega.
- Pokémon Pearl: U drevnim zapisima, postoje izvještaji o Gyaradosima koji su uništavali sela kada je došlo do nasilja među ljudima.

## U videoigrama
Gyarados ima izrazito visok Attack status, kao i pristojne Speed i Special Defense statistike. 
U igrama Pokémon Gold, Silver i Crystal, usamljeni crveni Gyarados uvijek se nalazi u Jezeru bijesa. Vidljiv je na mapi svijeta, i ako mu se igrač približi, može se boriti s njime i pokušati ga uhvatiti. Ovaj je crveni Gyarados jedini Pokémon u ijednoj Pokémon videoigri koji je uvijek Shiny kada ga igrač sretne i bori se s njime. Drugi način dobivanja crvenog Gyaradosa jest pecanje, ili razvijanje zlatnog (Shiny) Magikarpa. 
Crveni Gyarados nije dostupan u igrama Pokémon Red, Pokémon Blue i Pokémon Yellow, jer igre nisu podržavale Shiny Pokémone (igre su bile monokromatske, pa drukčije obojeni Pokémoni nisu bili mogući). U igrama Pokémon Ruby, Pokémon Sapphire, Pokémon Emerald, Pokémon FireRed i Pokémon LeafGreen, crveno obojeni Gyarados zamijenjen je s Gyaradosom čije su ljuske ružičastog tona. 

U početku igara Pokémon Diamond i Pearl dolazi do izvješća o crvenom Gyaradosu i njegovom viđenju u jezeru. Ipak, nije poznato je li dostupan ili nije. 

## Tehnike
| Prirodne tehnike           | Prirodne tehnike | Prirodne tehnike |
| -------------------------- | ---------------- | ---------------- |
| Tehnika                    | Vrsta tehnike    | Razina           |
| Mlaćenje (Thrash)          | Normalni         |                  |
| Ugriz (Bite)               | Mračni           | 20               |
| Zmajev bijes (Dragon Rage) | Zmaj             | 23               |
| Opaki pogled (Leer)        | Normalni         | 26               |
| Tornado (Twister)          | Zmaj             | 29               |
| Ledeni očnjak (Ice Fang)   | Ledeni           | 32               |
| Vodeni rep (Aqua Tail)     | Vodeni           | 35               |
| Ples kiše (Rain Dance)     | Vodeni           | 38               |
| Vodena crpka (Hydro Pump)  | Vodeni           | 41               |
| Zmajev ples (Dragon Dance) | Zmaj             | 44               |
| Hiper zraka (Hyper Beam)   | Normalni         | 47               |

## Statistike
| HP:      | 95  |  |
| Attack:  | 125 |  |
| Defense: | 79  |  |
| Special: | 100 |  |
| SpAtk:   | 60  |  |
| SpDef:   | 100 |  |
| Speed:   | 81  |  |

Statistika Special korištena je samo tijekom prve generacije; kasnije je podijeljenja na Special Attack i Special Defense statistike.

## U animiranoj seriji
Iako Misty voli sve Vodene Pokémone, Gyarados je iznimka. Kao dijete, dopuzala je u njegova usta, i Gyarados ju je gotovo pojeo. Kasnije se morala suočiti s ovim strahom kako bi preuzela vodstvo nad dvoranom grada Ceruleana. Tada se jedan Gyarados pridružio njenome timu kada je posjetila Asha u Hoenn regiji. Mistyin je Gyarados sposoban koristiti Bacač plamena (Flamethrower) uz svoje Vodene napade.
Kada je brod S.S. Anne potonula, James je upotrijebio Magikarpa kojeg je kupio od jednog prodavača, no kasnije je spoznao kako ga je prodavač prevario jer Magikarp nije bio sposoban plivati te nije bio jestiv kada je tim gladovao na splavi, te ga je iz ljutnje šutnuo u vodu, što je izazvalo njegovu evoluciju u Gyaradosa koji je napao svih svojom tehnikom Zmajeva bijesa (Dragon Rage). Sestra Joy s Orange otoka imala je velikog Magikarpa koji je evoluirao, no bio je prijateljski nastrojen prema osobi koja se brinula za njega.
Crveni se Gyarados pojavio u animiranoj seriji u sličnom zapletu kao i u igrama Pokémon Gold, Silver i Crystal. Tim Raketa uhvatio je crvenog Gyaradosa u Jezeru bijesa. Kasnije se saznaje kako je Tim Raketa namjeravao iskoristiti radijski signal kako bi razvio sve Magikarpe u jezeru. Ash Ketchum udružio se s Lanceom, trenerom Zmaj Pokémona, kako bi ih zaustavio. Lance je uhvatio crvenog Gyaradosa, i kasnije ga upotrijebio u borbi između Groudona i Kyogrea.